# Edmund Rubbra
Charles Edmund Rubbra (ur. 23 maja 1901 w Northampton, zm. 14 lutego 1986 w Gerrards Cross) – brytyjski kompozytor.

## Życiorys
Pochodził z rodziny robotniczej. Matka uczyła go gry na fortepianie. W wieku 14 lat przerwał naukę w szkole i rozpoczął pracę w fabryce, samodzielnie kontynuując edukację muzyczną. Jego talent zwrócił uwagę Cyrila Scotta i dzięki otrzymanemu stypendium rozpoczął w 1920 roku studia na University of Reading. W latach 1921–1925 uczył się w Royal College of Music w Londynie u Gustava Holsta (kompozycja) i R.O. Morrisa (kontrapunkt). W czasie II wojny światowej służył w Royal Artillery (1941–1945). Wykładowca Worcester College w Oksfordzie (1947–1968) oraz Guildhall School of Music and Drama w Londynie (1961–1974).
Członek Królewskiej Akademii Muzycznej. W 1955 roku otrzymał Cobbett Medal za zasługi w dziedzinie muzyki kameralnej. Komandor Orderu Imperium Brytyjskiego (1960). Doktor honoris causa Durham University (1949), University of Leicester (1949) i University of Reading (1978).

## Twórczość
Był tradycjonalistą, dystansującym się od współczesnych trendów w muzyce. Przywiązanie do tradycji przejawia się u Rubbry w pracy motywicznej i szerokim stosowaniu kontrapunktu. Harmonika w jego utworach jest przeważnie diatoniczna, modele rytmiczne nieskomplikowane. Pozostawił po sobie ponad 160 opusowanych dzieł, obejmujących większość tradycyjnych gatunków muzycznych. W swoich symfoniach nawiązywał do wzorców Beethovenowskich, przejawiających się w naczelnej roli pracy motywicznej i stosowanych modelach formalnych. W 1948 roku dokonał konwersji na katolicyzm, a ślady duchowych przeżyć kompozytora widoczne są w jego dziełach wokalnych.
Był autorem prac Holst: A Monograph (Monako 1947), Counterpoint: A Survey (Londyn 1960) oraz Casella (1964).

## Ważniejsze kompozycje
(na podstawie materiałów źródłowych)

### Utwory orkiestrowe
- 11 symfonii (I 1937, II 1937 zrewid. 1950, III 1939, IV 1941, V 1948, VI 1954, VII 1956, VIII „Hommage à Teilhard de Chardin” 1958, IX „Sinfonia sacra” na sopran, baryton, chór i orkiestrę 1975, X „Sinfonia da camera” 1974, XI 1979)
- Improvisations on Virginal Pieces by Giles Farnaby (1939)
- Festival Overture (1947)
- uwertura Resurgam (1975)
- Canzona for Saint Cecilia na orkiestrę dętą (1981)
- Sinfonietta na orkiestrę smyczkową (1985)
- 2 koncerty fortepianowe (I 1932, II 1956)
- Double Fugue (1928)
- Triple Fugue (1929)
- Rapsodia na skrzypce i małą orkiestrę (1934)
- Sinfonia concertante na fortepian i orkiestrę (1936)
- Soliloquy na wiolonczelę i orkiestrę (1944)
- Koncert altówkowy (1952)
- Improvisations na skrzypce i orkiestrę (1956)
- Koncert skrzypcowy (1959)

### Utwory kameralne
- 4 kwartety smyczkowe (I 1933 zrewid. 1946, II 1950, III 1963, IV 1977)
- Lyric Movement na kwartet smyczkowy i fortepian (1929)
- suita The Buddha na flet, obój, skrzypce, altówkę i wiolonczelę (1947)
- 2 tria fortepianowe (I 1950, II 1970)
- Fantazja na 2 skrzypiec i fortepian (1925)
- 3 sonaty na skrzypce i fortepian (I 1925, II 1932, III 1968)
- Sonata na wiolonczelę i fortepian (1946)
- Sonata na obój i fortepian (1958)
- Sonatina na flet prosty i klawesyn (1964)
- Meditation na organy (1953)
- Introduction, Aria and Fugue na fortepian lub klawesyn (1960)
- Variations on Phrygian Theme na skrzypce (1961)
- Improvisation na wiolonczelę (1966)
- Transformations na harfę (1972)

### Utwory fortepianowe
- Prelude and Fugue on a Theme by Cyril Scott (1950)
- Invention on the Name of Haydn (1981)
- Fantasy Fugue (1982)

### Utwory chóralne
- Missa in honorem Sancti Dominici na chór a cappella (1948)
- Lauda Sion na sopran, baryton i chór 7-głosowy (1960)
- Psalm CXXII (1984)
- The Morning Watch na chór i orkiestrę (1946)
- In honorem Mariae matris Dei na sopran, alt, chór dziecięcy, chór mieszany i orkiestrę lub organy (1957)
- In die et nocte canticum na chór i orkiestrę (1964)

### Utwory sceniczne
- opera The Shadow (Bee-Bee-Bei), libretto Thomas Sturge Moore (1933)
- balet Prism (1938)